# Rocade périphérique de Nancy
La rocade périphérique nancéienne est la ceinture périphérique qui permet de contourner la ville de Nancy et sa proche banlieue.

## Structure
Elle se compose, d'une part, de la rocade urbaine qui contourne Nancy jusqu'au nord-est. Des travaux sont en cours pour la fermeture de la boucle du boulevard périphérique.
Et d'autre part de la rocade autoroutière qui contourne les communes limitrophes de la ville. Cette rocade est formée par trois autoroutes : l'A31 au nord-ouest, l'A33 au sud-ouest et l'A330 au sud-est.
La situation de cette rocade est délicate, l'A330 et l'A31 au nord de Nancy sont saturés quotidiennement aux heures de pointe et l'A33 est très dense tout au long de la journée.
La limitation de vitesse y est régulée de façon variable suivant la densité du trafic, soit à 90 km/h soit à 110 km/h depuis le 16 octobre 2017.

## Itinéraire
A31 Rocade Nord-Ouest 
- 23 : Parc d'activités de Nancy-Pompey - Bouxières-aux-Dames - Lay-Saint-Christophe
- 22 : Pompey - Frouard - Champigneulles - Liverdun
- 21 : Nancy-III-Maisons - Maxéville
- 20 : Nancy-Centre
- 19 : Nancy-Gentilly - Laxou-Centre - Palais des Sports
- 18 : Nancy-Haut-du-Lièvre - Nancy-Beauregard - Laxou-Champ-le-Bœuf - Maxéville-St-Jacques - Zénith

- Échangeur entre A31 et A33

A33 Rocade Sud-Ouest
- 1  : Nancy-Ouest - Laxou - Villers
- 2a : Neuves-Maisons
- 2b : Technopôle de Nancy-Brabois - Vandœuvre-Brabois - CHRU de Nancy

- Échangeur entre A33 et A330 | Nancy-Sud / Houdemont

A330 Rocade Sud 
- 4 : Fléville - Ludres - Houdemont-Centre - ZA Houdemont-Heillecourt
- 3 : Houdemont-lès-Egrez - Parc d'activités Nancy-Porte Sud
- 2 : Vandœuvre-Roberval - Vandœuvre-Le-Réveilleux
- 1 : Nancy-Parc-des-Expositions - Vandœuvre-Centre

- Échangeur entre A330 et N74

N 74 Rocade Sud-Est 
- : Nancy-Gare - Jarville-La-Malgrange
- : Nancy-Bonsecours - Jarville-Leclerc
- : Nancy-Centre
- : Nancy-Stanislas-Meurthe - Jarville-Centre - Tomblaine - Essey - St Max - Aéroport de Nancy-Essey

- Échangeur entre RN74 et Route départementale 32 : Nancy-Essey-La-Porte-Verte

D 32 Express Banlieue Est : la voie de l'Amezule a été ouverte le 27 décembre 2010 à la circulation et permet de relier la N74 à l'A31, tout en évitant les villages traversés initialement.
- : Agincourt
- : Eulmont
- : Malzéville-Pixérécourt
- : Lay-Saint-Christophe
- : Nancy-Est - Bouxières-aux-Chênes - Nomeny
- : Bouxières-aux-Dames
- Échangeur entre A31 et Route départementale 32

## Photos

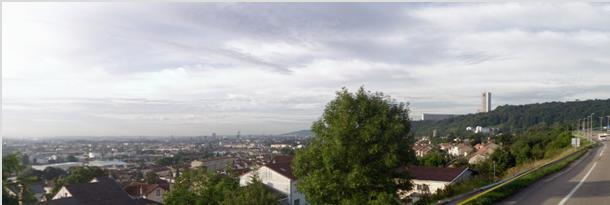
A31 - Rocade Nord, vue panoramique de Nancy
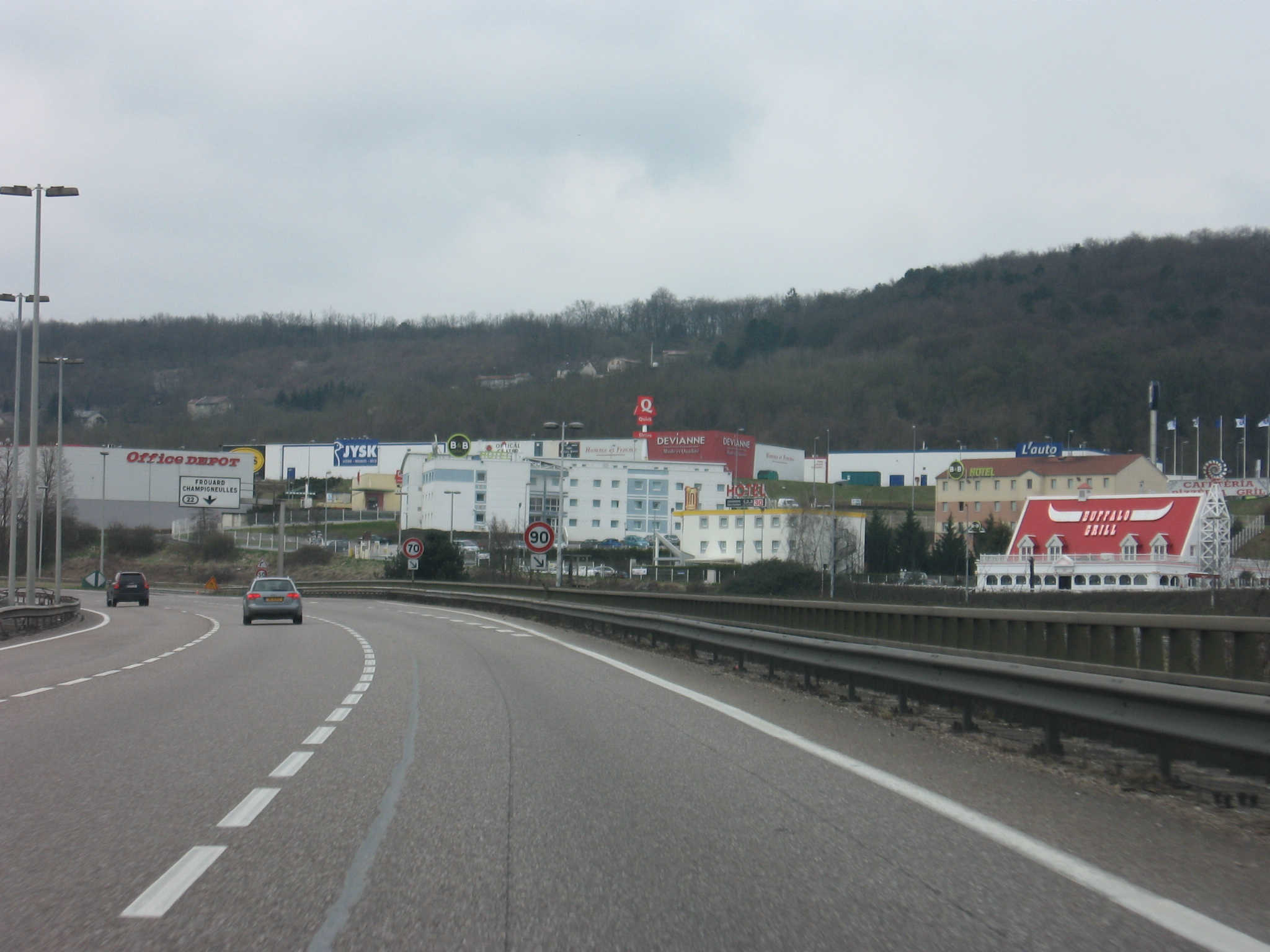
A31 - Rocade Nord, à proximité de la zone commerciale de Frouard
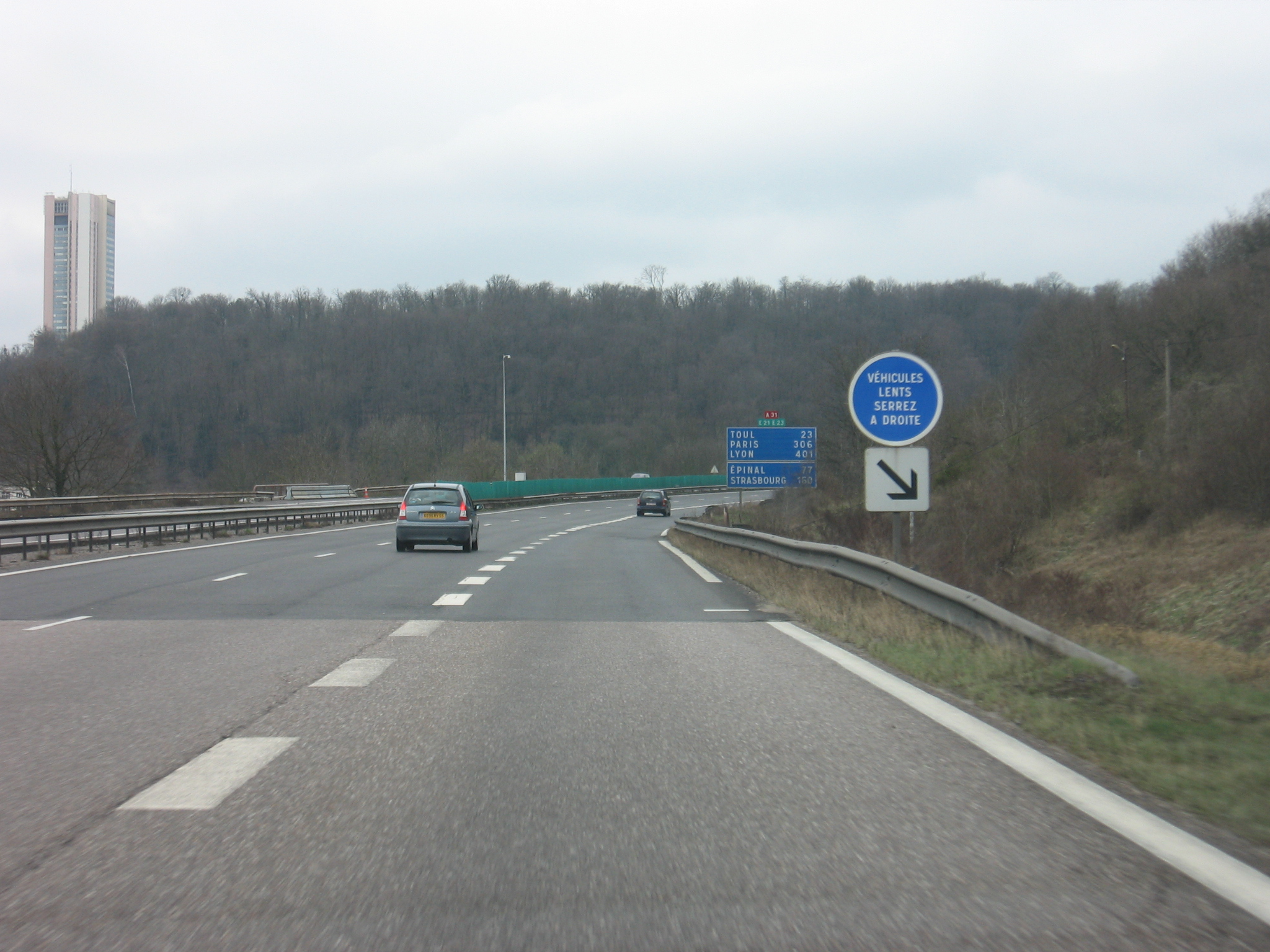
A31 - Rocade Nord, vue sur la tour panoramique des Aulnes au Haut-du-Lièvre
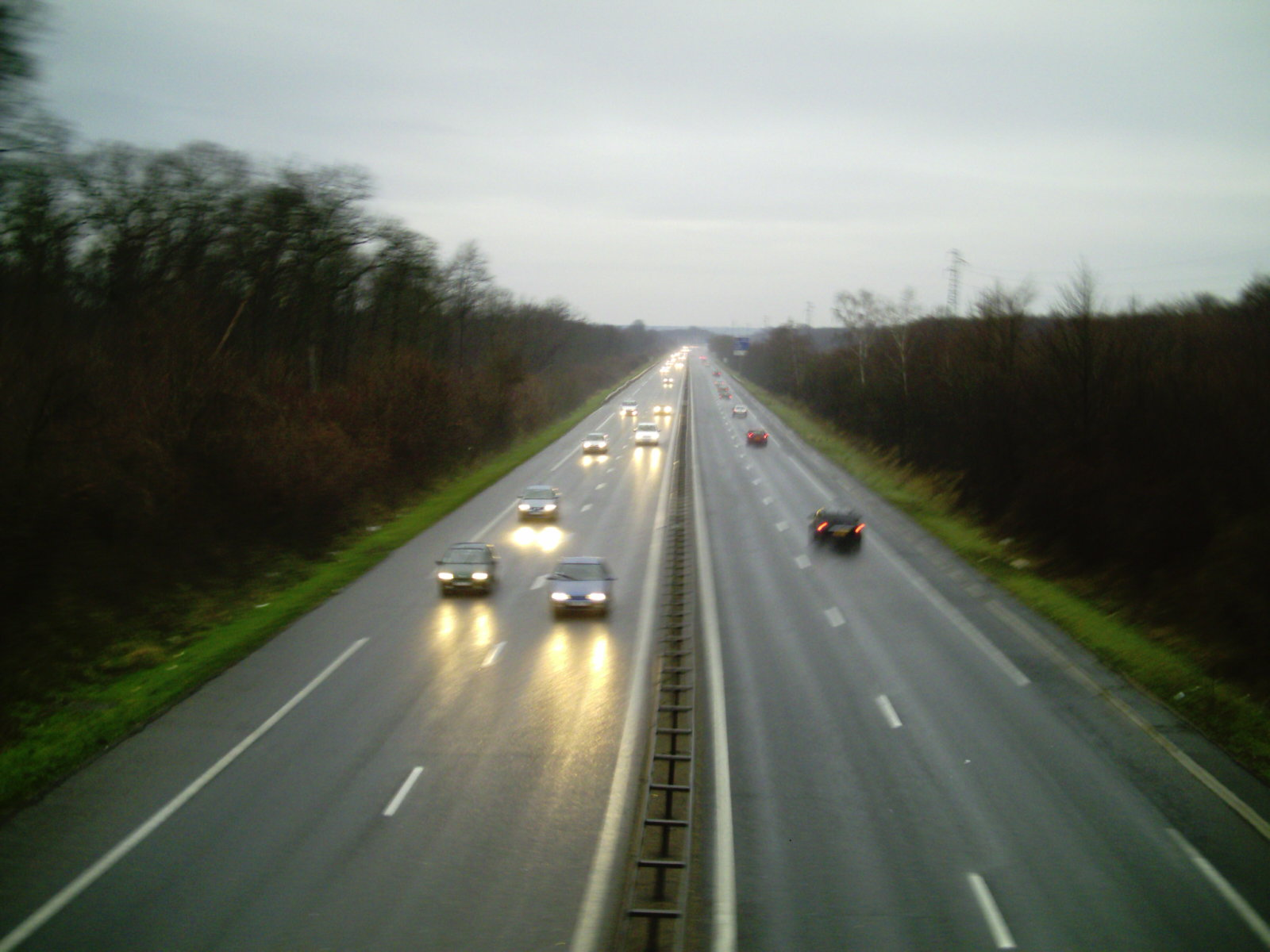
A33 - Rocade Ouest, à hauteur de Laxou
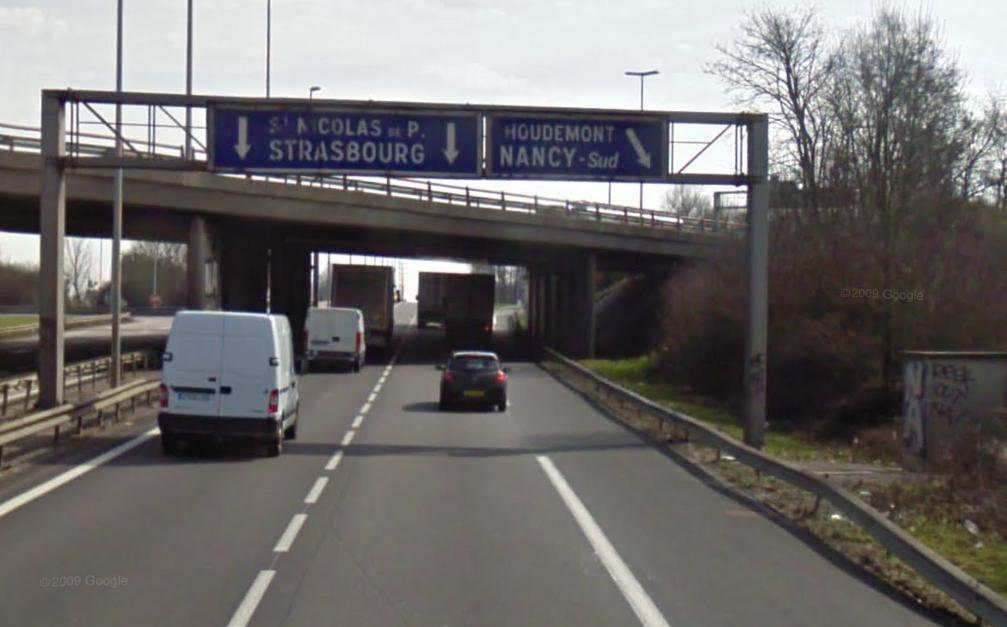
Echangeur A33/A330 au sud-est de Nancy
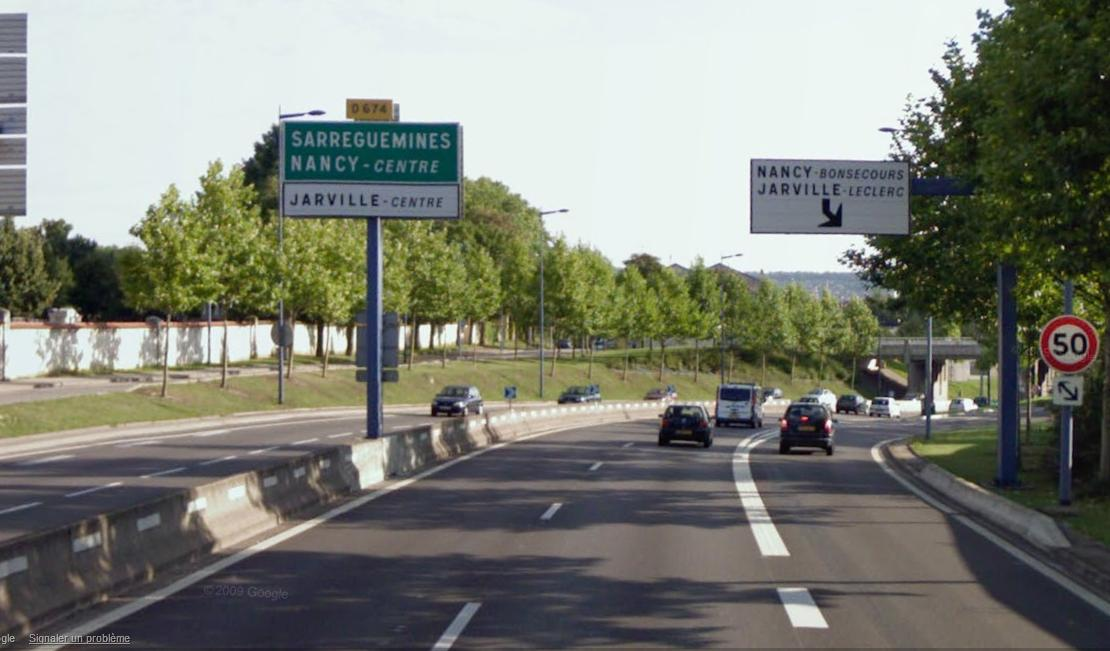
N74 Rocade Sud-Est à Bonsecours
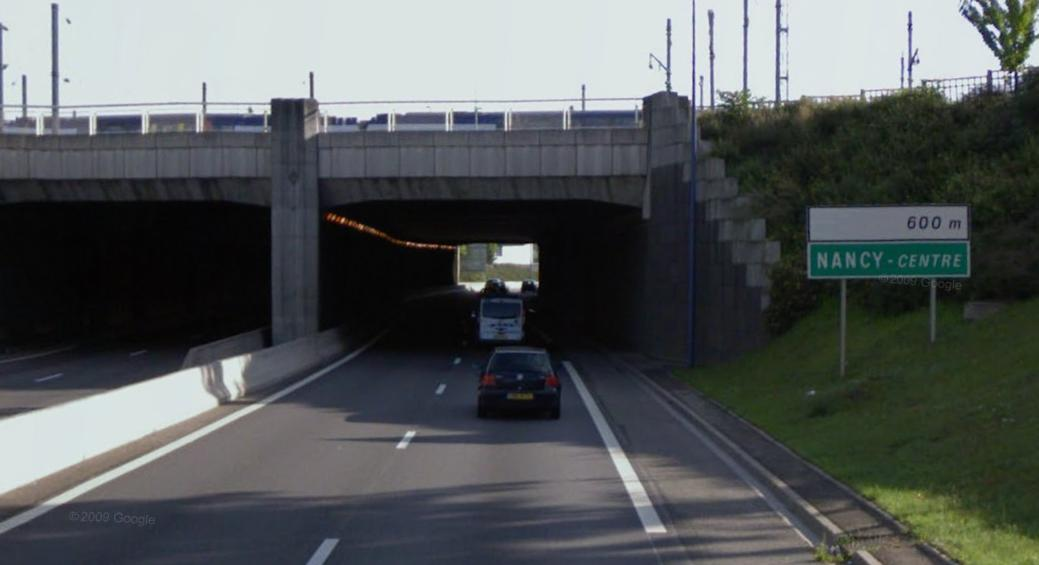
N74 Rocade Sud-Est à Jarville